# Fonte Longa (Rio Maior)
Pour l’article homonyme, voir Fonte Longa (Mêda).
Fonte Longa (Ribatejo) est un village agricole de quelques centaines d'âmes de la freguesia de Alcobertas dans le concelho de Santarém situé à l'ouest du Portugal.
La ville la plus proche est Rio Maior à une dizaine de kilomètres réputée pour ses salines et son esprit sportif ; elle compte de nombreux clubs de sports différents. Fonte Longa est également situé à une trentaine de kilomètres de plages connues comme Nazaré ou Peniche, et encore des fameuses cités de Fatima ou de Batalha.